# Assa Abloy
Die Assa-Abloy-Gruppe (Eigenschreibweise ASSA ABLOY) ist eine schwedische, weltweit operierende Unternehmensgruppe, die Schließsysteme, elektromechanische Produkte, Sicherheitstüren und Beschläge produziert und vertreibt. Das Unternehmen ist seit 1994 an der Stockholmer Börse (heute Nasdaq OMX, Stockholm) notiert.

## Organisation

### Divisionen
Assa Abloy hat fünf Divisionen: EMEA, Americas, Asia-Pacific, Global Technologies und Entrance Systems.
- Die Division EMEA ist in Europa, dem Nahen Osten und Afrika tätig (Europe, Middle East and Africa, EMEA). Marken sind unter anderem: Abloy, Assa, Ikon, Tesa, Yale und Vachette. Sitz der Divisionsleitung ist London.
- Die Division Americas ist in Nord- und Südamerika aktiv. Marken sind unter anderem: Corbin Russwin, Curries, Emtek, Medeco, Phillips, SARGENT und La Fonte. Sitz der Divisionsleitung ist New Haven (Connecticut), USA.
- Die Division Asia-Pacific ist in Asien und Ozeanien tätig. Marken sind unter anderem: Lockwood, Guli, Wangli, Baodean, Tianming, Shenfei, Interlock und iRevo. Sitz der Divisionsleitung ist Hongkong, China.
- Die Division Global Technologies ist weltweit aktiv. Ihr Geschäftsbereich HID Global produziert und vertreibt Produkte für die elektronische Zutrittskontrolle, sichere Ausweiserstellungssysteme und Identifikationstechnologie. Der Geschäftsbereich Assa Abloy Hospitality beschäftigt sich mit Herstellung, Vertrieb und Service von elektronischen Schließanlagen und Software für Hotels und Kreuzfahrtschiffe. Marken: HID, Fargo, Elsafe und VingCard.
- Die Division Entrance Systems produziert, vertreibt und wartet automatische Türsysteme. Produktmarken sind Besam (Automatiktüren), Crawford (Tore), Megadoor (Hubtore) und Albany (Schnelllauftore).[2] Sitz der Divisionsleitung ist Landskrona, Schweden.

### Geschäftsführer
Bei Assa Abloy waren folgende Geschäftsführer und Konzernchefs tätig: 1994–2003 Carl-Henric Svanberg, 2003–2005 Bo Dankis, seit 2005: Johan Molin.

## Produkte und Markt

### Produktkategorien
- Mechanische Schließprodukte. Sie bestehen aus Schlüssel, Schließzylinder und einem Sperrmechanismus. Beispiele: Türschlösser, Riegel, Einsteckschlösser, Vorhängeschlösser, Türgriffe und Notausgangsvorrichtungen.
- Elektromechanische und elektronische Schlösser. Beispiele: elektrische Einsteckschlösser für Hochsicherheitsanwendungen mit schmalen Türprofilen oder modularen Türen, elektrische Türöffner, elektromagnetische Schlösser, elektronische Hotelschlösser, Notausgangsvorrichtungen.
- Vorhängeschlösser. Für Hochsicherheitsschlösser in der Industrie und Fertigung, im Bergbau und auf Flughäfen. Einfache Vorhängeschlösser für Privatanwender. Vorhängeschlösser sind auch als Zahlenkombinationsschlösser erhältlich.
- Zutrittskontrollanlagen. Für physische und logische Zugangskontrollen mit Identitätsprüfung. Die Steuerung erfolgt kabelgebunden oder drahtlos, über private oder öffentliche Netzwerke. Üblich in Gebäuden mit hohem Verkehrsaufkommen.
- Smartphone-Schlüssel. NFC-kompatible Smartphones für die Identifizierung und Zugangskontrolle. Das Assa-Seos-System erstellt und überträgt virtuelle Schlüssel, mit denen NFC-fähige Digitalschlösser geöffnet werden können.
- Automatiktüren. Karusselltüren, Drehtüren, Pendeltüren, Schiebetüren, Luftvorhänge, Gitter, Rollläden, Garagentore und automatische Industrietüren (Hallentore, Deckenlauftore, Schnelllauftore und Falttore)
- Türschließer. Schließen sich automatisch, nachdem die Person die Tür passiert hat. Sichtbar und unsichtbar montierte Türschließer, Türfeststeller, Bodentürschließer, Schließer für Spezialtüren und elektromechanische Türantriebe.
- Notausgangsvorrichtungen und Paniktürschlösser. Verhindern den unbefugten Zutritt zu Gebäuden, Anlagen usw., ohne das Verlassen im Notfall zu behindern. Panikausgänge haben eine Griffstange oder einen Hebeldrücker zur Notöffnung.
- Hotelschlösser. Elektronische Schlösser, NFC-Schlösser, Zimmersafes. Energiemanagementsysteme zur Integration in Hotelschließanlagen. Identifizierungslösungen mit Smartcards, Magnetkarten oder NFC-fähigen Handys.
- Sicherheitstüren. Brandschutzzertifizierte, sturmfeste, explosionsgeschützte, elektronische Sicherheitstüren und -türrahmen.
- Industrietore: Schnelllaufende, (voll) verglaste und (hoch) isolierende Industrie-Sektionaltore
- Schnelllauftore: Innentore, Außentore, Maschinenschutztore, ATEX-zertifizierte Tore, Reinraumtore, Schnelllauftore für die Lebensmittelindustrie
- Verladesysteme: Überladebrücken, Loadhouses, Torabdichtungen, Wegfahrsperren, Docking Management System
- Megadoors

Quelle für Produkt-Übersicht.

### Standorte

#### Deutschland
Zum Konzern gehört unter anderem das deutsche Unternehmen Assa Abloy Sicherheitstechnik, welches aus den Unternehmen Ikon, eff eff, Melchert, Dörrenhaus und Bab Ikon hervorgegangen ist. Das Unternehmen entwickelt, produziert und vertreibt mechanische und elektromechanische Sicherheitslösungen für Schutz, Sicherheit und Komfort im Gebäude. Zu den Produkten gehören Sicherheitsschlösser, Schließ- und Zutrittskontrollanlagen, Rettungswegtechnik, Elektrotüröffner und -riegel, Elektro-Haftmagneten sowie Feststellanlagen.
Assa Abloy Entrance Systems Deutschland ist der deutsche Geschäftsbereich für automatische Eingangslösungen mit den Bereichen Automatiktüren, Schnelllauftoren, Industrietoren und Verladesystemen. Dieser ist aus einer Fusion mit den Unternehmen Besam, Crawford, Albany, EM Entrematic, Megadoor und hafa Verladetechnik hervorgegangen. Der Sitz ist in Wenigsen (Deister) (Industrietore und Verladesysteme), Lippstadt (Schnelllauftore) und Dieburg (Automatiktüren).
KESO ist mit einer eigenständigen Tochter, der KESO GmbH mit Sitz in Buchholz in der Nordheide, in Deutschland vertreten. Die Keso GmbH ist mit Wirkung zum 1. Januar 2014 mit der Assa Abloy Sicherheitstechnik unter einem Dach verschmolzen worden. Der Standort Buchholz besteht weiterhin wie gehabt für alle Kunden der Marke KESO und Assa.

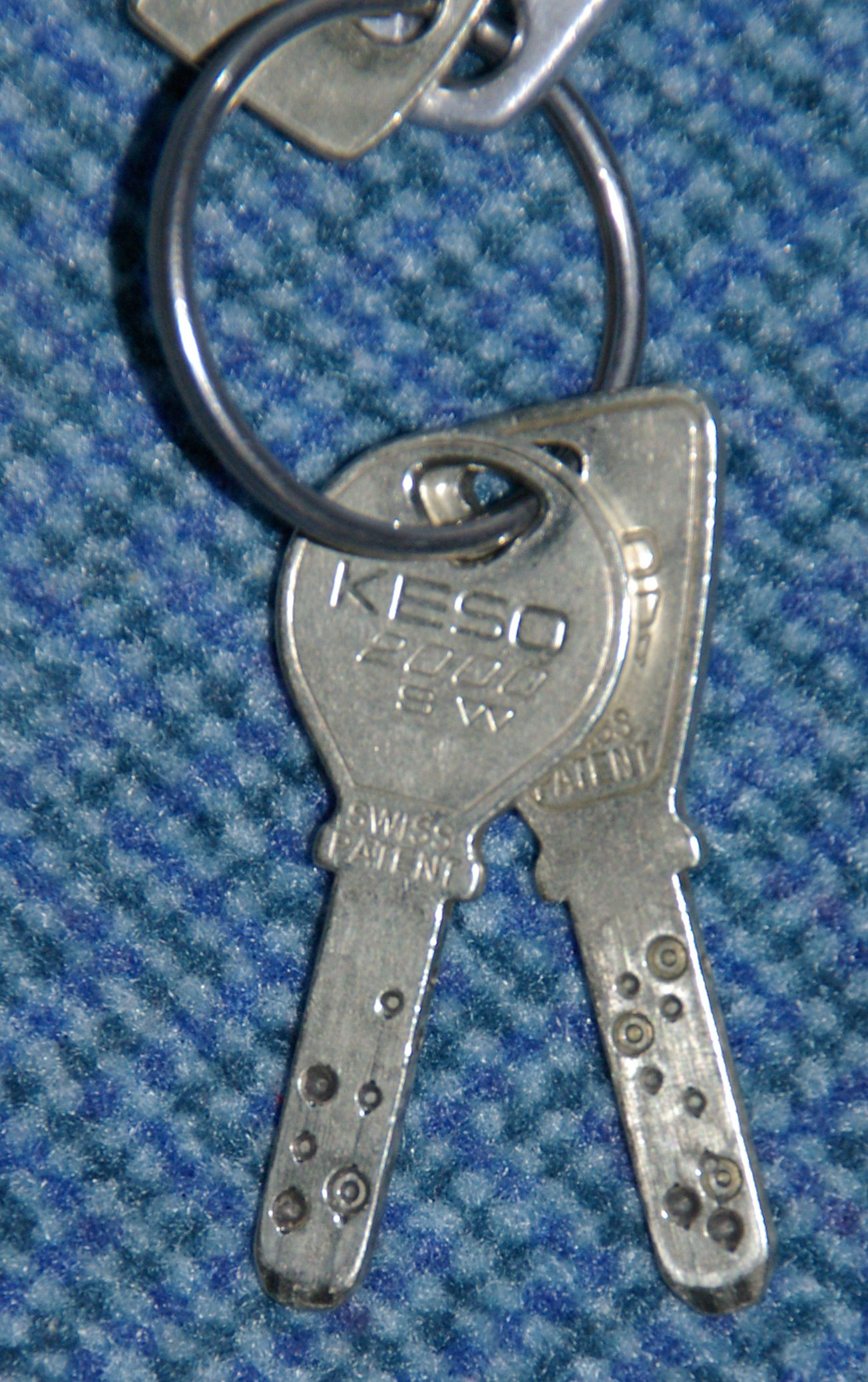
Zwei KESO-Wendeschlüssel

#### Schweiz
Seit 2004 gehört das Schweizer Unternehmen KESO, mittlerweile unter dem Namen Assa Abloy (Schweiz) AG, zu 100 % zu Assa Abloy. Das Unternehmen hält mehr als 300 Patente und produziert Schließsysteme sowohl für Privathaushalte als auch für große Unternehmen oder Institutionen.
Von 2014 bis Ende 2020 gehörte die Firma CEDES AG zu 100 % zu Assa Abloy. Die CEDES AG in Landquart stellt intelligente optische Sensoren für den Lifte und Rolltreppen und andere öffentliche Verkehrsmittel her.
Seit dem Frühjahr 2015 gehört auch die MSL Schloss- und Beschlägefabrik AG in Kleinlützel der Assa-Abloy-Gruppe an.

#### Belgien
Assa Abloy Belgien N.V. ist aus dem Zusammenschluss der Unternehmen Litto und Duperay 2006 entstanden und ist in Belgien am Produktionsstandort Nieuwpoort sowie mit einem Vertriebsbüro in Wemmel vertreten.

#### Niederlande
Die Assa Abloy Nederland vertreibt auf dem niederländischen Sicherheitsmarkt die Produkte Nemef und Lips.

#### Österreich
Unter dem Namen Assa Abloy Austria ist die Unternehmensgruppe seit 2003 in Österreich tätig und hat in Salzburg und in Wien Vertriebsbüros. Im Jahr 2010 wurde der Mul-T-Lok-Händler Seccom integriert.
Im Juli 2024 wurde über eine Übernahme der Skidata von Kudelski durch Assa Abloy berichtet, die im Herbst 2024 abgeschlossen sein soll.

### Konkurrenten
Assa Abloy hat vier Hauptkonkurrenten: Ingersoll-Rand (USA), Stanley Black & Decker (USA), dormakaba (Schweiz) und Hörmann (Deutschland). Alle sind stark auf ihren jeweiligen lokalen Märkten sowie international vertreten. In Asien agieren zahlreiche kleinere Konkurrenten. Keiner von ihnen besitzt jedoch eine beherrschende Marktstellung.

## Firmengeschichte
Die Assa-Abloy-Gruppe wurde 1994 gegründet, als sich das Unternehmen ASSA AB vom schwedischen Sicherheitsunternehmen Securitas AB trennte. Kurz darauf folgte die Übernahme des finnischen Herstellers von Hochsicherheitsschlössern, Abloy Oy, einer Tochtergesellschaft des finnischen Unternehmens Wärtsilä. Noch im gleichen Jahr wurde die Assa-Abloy-Gruppe an der Stockholmer Börse notiert.

### Größere Übernahmen
- Yale: Assa Abloy erwarb im März 2000 British Yale.[10]
- Cardo: Im Dezember 2010 erwarb Assa Abloy von der Investmentgesellschaft L E Lundbergföretagen eine Mehrheitsbeteiligung an der Industriegruppe Cardo, die u. a. Industrietüren, Garagentore und Pumpen herstellt, und gab ein Gebot für die übrigen Anteile ab. 2011 war die Übernahme von Cardo abgeschlossen. Cardo gehört nun unter dem Namen Crawford zur Assa Abloy Gruppe.[11]

### Von 1994 bis heute
- 1994: Das schwedische Unternehmen ASSA und die finnische Firma Abloy fusionieren zu Assa Abloy. Das neue Unternehmen wird am 8. November 1994 an der Stockholmer Börse gelistet.
- 1996: Assa Abloy übernimmt Essex und wird in den USA auf dem Markt für elektronische Sicherheit aktiv.
- 1997: Übernahme der französischen Vachette-Gruppe, einschließlich der Konzerneinheiten Vachette, JPM, Laperche und Bezault (alle Frankreich) und Litto (Belgien).
- 1998: Expansion in Nordamerika durch Übernahme von Medeco. Eröffnung einer Niederlassung in China und Übernahme von Precise Security Supplies (Hongkong).
- 1999: Übernahme von Mul-T-Lock, einem israelischen Hersteller von Hochsicherheitsschlössern. Übernahme der deutschen Firma effeff und dadurch Ausbau der Position auf dem Markt für elektromechanische Schließlösungen. Weitere Übernahmen, darunter Lockwood in Australien und Fichet in Frankreich (beide Firmen stellen Hochsicherheitsschlösser her). Übernahme von AKI Aktiebolaget KÅFS Industrier (zweitgrößter Schlüsseldienst in Schweden).
- 2000: Übernahme des internationalen Sicherheitstechnikkonzerns Yale Intruder Security. Durch die Übernahme von HID erweitert Assa Abloy sein Portfolio um elektronische Identifikations- und Zugangskontrolllösungen.
- 2001: Assa Abloy beteiligt sich an der Regatta Volvo Ocean Race. Das Unternehmen kauft u. a. Interlock (Neuseeland) und TESA (Spanien).
- 2002: Übernahme von Besam, einem schwedischen Hersteller von automatischen Personentüren. Assa Abloy belegt beim Volvo Ocean Race den zweiten Platz.
- 2003: Carl-Henrik Svanberg tritt als Vorsitzender und CEO von Assa Abloy zurück und wird Vorsitzender und CEO des Telekommunikationsunternehmens Ericsson. Bo Dankis tritt seine Nachfolge an.
- 2004: Assa Abloy bringt Hi-O auf den Markt, eine Plattform für vernetzte Zutrittskontrollanlagen und elektronische Türen. Übernahme der Security Merchants Group (Australien und Neuseeland).
- 2005: Bo Dankis tritt als Konzernchef zurück und wird von Johan Molin abgelöst, der zuvor die Industriegruppe Nilfisk-Advance geleitet hatte. Mehrheitsbeteiligung an Wangli, einem führenden Hersteller von Hochsicherheitstüren und -schlössern in China.
- 2006: Übernahme von Fargo Electronics, einem Entwickler von Sicherheitssystemen für die Ausgabe von Bankkarten, Debitkarten, Kreditkarten und Ausweisen.
- 2007: Mehrere Übernahmen, u. a. von Baodean (China) und iRevo (Südkorea), einem großen Anbieter von digitalen Türschlössern. Neue Markenstrategie: Assa Abloy wird zu Hauptmarke des Konzerns.
- 2008: Präsentation von Aperio, einer Plattform zur drahtlosen Einbindung mechanischer Schlösser in Zutrittskontrollanlagen. Mehrere Übernahmen, u. a. von Peking Tianming und Shenfei (China), Gardesa und Valli&Valli (Italien), Copiax (Schweden), Cheil (Südkorea) und Rockwood (USA).
- 2009: In den 15 Jahren seit seiner Gründung hat der Konzern seine Größe fast verzehnfacht. Übernahme der italienischen Ditec-Gruppe, die Produkte für automatische Eingänge herstellt (Sektionaltore, Schnelllauftore, Schleusen und Schranken).
- 2010: Präsentation von Assa Abloy Mobile Keys, einem Smartphone-Schlüsseldiensts auf NFC-Basis. Vereinbarung mit der Investmentgesellschaft L E Lundbergföretagen über den Erwerb einer Mehrheitsbeteiligung an der Industriegruppe Cardo, die u. a. Industrietüren, Garagentore und Pumpen herstellt, und Abgabe eines Gebots für die übrigen Anteile. Weitere Übernahmen, u. a. von Pan Pan (größter Hersteller von Stahlhochsicherheitstüren in China), King Door Closers (Türschließerhersteller in Südkorea), Paddock (GB), ActivIdentity, Security Metal Products und LaserCard (alle USA). Erwerb von Anteilen an Agta Record (Schweiz).
- 2011: Abschluss der Übernahme von Cardo. Das Unternehmen gehört nun unter dem Namen Crawford zu Assa Abloy. Übernahme von FlexiForce. Mit Cardo und FlexiForce soll das Angebot an Industrietüren, Dockingsystemen und Garagentoren ausgebaut werden.
- 2012: Übernahmen in den USA: 4Front (Hersteller von Dockinglösungen), Frameworks Manufacturing Inc (Hersteller von Aluminiumtürrahmen und -türen für den Innenbereich) und Albany Door Systems (Schnelllauftore für die Industrie). In China: Sanhe Metal (Hersteller von Brandschutz- und Sicherheitstüren) und Shandong Guoqiang Hardware (Fensterbeschläge). In Großbritannien: Securistyle Group Holdings Limited und Traka. Kanada: Helton. Präsentation von Seos (NFC-basiertes System zur Erzeugung digitaler Schlüssel für Smartphones).
- 2013: Forbes führt Assa Abloy unter den innovativsten Unternehmen der Welt auf Rang 78. Übernahmen: Mercor SA (Polen), Hersteller von Brand- und Sicherheitstüren; Ameristar (USA), Hersteller von Hochsicherheitszäunen und -toren; Amarr, Hersteller von Falttoren.
- 2014: Übernahmen: IdenTrust (USA), digitale Authentifizierung; Lumidigm (USA), biometrische Erkennung. Forbes führt Assa Abloy unter den innovativsten Unternehmen der Welt auf Rang 93.
- 2015: Übernahmen: MSL (Schweiz), innovative Schlösser; Quantum Secure (USA), Erkennung, Teamware (Malaysia), Schlösser und Beschläge; L-Door (Belgien), Falttore; Flexim (Finland), Schlosserei; Prometal Group (VAE), Sicherheitstüren.

Quelle für historische Zeitachse:
- 2019: Übernahme der Aktienmehrheit an Agta Record (Schweiz).[13]
- 2023: Übernahme von Forte, einem Hersteller von Haustürschlössern und Vorhängeschlössern mit Sitz in Lima, Peru.[14][15] Entwicklung einer neuen Mitnehmerklappe für Feuer- und Rauchschutztüren.[16][17]
- 2024: Übernahmen von Integrated Warehouse Solutions, einem Hersteller von Ausrüstungen für Ladungssysteme mit Sitz in Burleson, Texas[18][19] und Messerschmitt Systems mit Sitz in Schwaig bei Nürnberg, einem Hersteller von elektronischen Schlüsselkarten- und Gästezimmer-Verwaltungssystemen.[20]

## Sponsoring und Zusammenarbeit

### Volvo Ocean Race
Assa Abloy sponserte für das Volvo Ocean Race 2001/2002 eine Regattayacht gleichen Namens und erreichte mit dem Skipper Neal McDonald (GB) im Gesamtergebnis Platz 2 (55 Pkt) nach vier Etappensiegen.

### Zusammenarbeit mit Hochschulen und Universitäten
Assa Abloy ist eines der Mitglieder („Partner“) im Partnerprogramm der Handelshochschule Stockholm für Unternehmen, die einen finanziellen Beitrag zur Hochschule leisten sowie eine enge Zusammenarbeit in den Bereichen Forschung und Bildung betreiben. 2015 wurde Assa Abloy zum Partner bei KTH Things, einer Startup-Zentrale für Unternehmen für das Internet der Dinge.

## Auszeichnungen
Forbes listete Assa Abloy zweimal unter den 100 weltweit innovativsten Unternehmen: 2013 auf dem 78. und 2014 auf dem 93. Rang.